# جيكجي
يضم كتاب جيك جيسيمتشييوجول (بالكورية 백운화상초록불조직지심체요절) أو اختصارا جيكجي باختصار المبادئ البوذية الكورية ويعد أقدم كتاب من الكتب الموجودة حاليا التي تم إنتاجها بالطباعة المعدنية حيث تم إنتاجه عام 1377 قبل «إنجيل ال 42 سطر» الذي أنتجه الألماني يوهان غوتنبرغ (عام 1455) بحوالي 70 عاما. والمكتوب على هذا الكتاب أن تلميذ الراهب الكوري بياك عون الذي ألف هذا الكتاب قام بطباعة الكتاب بالحروف المعدنية في معبد هونغ دوك بمدينة تشونغ جو الكورية في شهر يوليو عام 1377. ويتكون هذا الكتاب من مجلدين الأول والثاني وتم توارث المجلد الثاني فقط لنا ويحفظ هذا المجلد حاليا في المكتبة الوطنية الفرنسية وتم وضعه في شهر سبتمبر عام 2001 في قائمة تراث السجلات العالمية لمنظمة اليونسكو.